# Dobrydnivka
Dobrydnivka  (ucraniano: Добриднівка) es una localidad del Raión de Mykolaivka en el Óblast de Odesa de Ucrania. Según el censo de 2001, tiene una población de 155 habitantes.